# Fire and Reign
"Fire and Reign" é o nono episódio da oitava temporada da série de televisão antológica American Horror Story. Foi ao ar em 7 de novembro de 2018 na FX. O episódio foi escrito por   Asha Michelle Wilson e dirigido por Jennifer Arnold.

## Enredo
Jeff (Evan Peters) lamenta a estupidez do mundo, e admite que ele está finalmente pronto para o apocalipse para começar. Ele e Mutt (Billy Eichner) começam planos para construir postos avançados ao redor da América, lugares onde os sobreviventes podem se reunir para viverem através do iminente desastre. Frustrados com a sua falta de controle no âmbito da Cooperativa, Ms. Venable (Sarah Paulson) encerra seu trabalho, embora Mutt e Jeff oferecem-lhe um novo antes que ela possa sair — comandante do Posto 3. Eles dizem que ela será capaz de fazer suas próprias regras e não responder a ninguém.
Dinah (Adina Porter), a Rainha Vudu, quebra um feitiço de proteção que Cordelia (Sarah Paulson) colocou no Clã, deixando Langdon (Cody Fern) e Ms. Mead (Kathy Bates). No clã, a maioria das bruxas são mortas, incluindo Zoe (Taissa Farmiga), Queenie (Gabourey Sidibe) e Bubbles (Joan Collins). Frustrado que Cordelia escapou, Langdon reclama com Mead, sem saber que Mutt e Jeff programou-a em uma maneira que significa que eles podem controlar tudo o que ela diz e faz. Por meio de Mead, os dois convencem Langdon a se encontrar com eles para promover seus planos. Aqui, eles contam Langdon que a cooperativa é um novo nome para os Illuminati, uma organização de elites que venderam suas almas ao diabo em troca de presentes mundanos. Eles dizem a Langdon que os Illuminati irão ajudá-lo em seu plano para acabar com o mundo.
Cordelia, juntamente com Myrtle (Frances Conroy), Madison (Emma Roberts), Coco (Leslie Grossman) e Mallory (Billie Lourd) fogem para para Louisiana, onde ela e as outras meninas se refugiar em um barraco pertencente à Misty (Lily Rabe). Aqui, eles descobrem que Misty tem ido em uma viagem com Stevie Nicks, deixando sua casa livre para uso. Cordelia tenta e falha para ressuscitar Zoe e Queenie, e Madison revela que Langdon tem a capacidade de apagar as almas da existência. Myrtle revela que pode haver uma maneira de trazer Queenie, Zoe e Bubbles de volta na forma de um feitiço de viagem no tempo, embora ela também diga às garotas que nenhuma bruxa conseguiu fazê-lo, e que todas as tentativas resultaram em morte. Ela continua dizendo que acredita que Mallory seja capaz de realizar o feitiço. Depois disso, ela diz as meninas sobre a família Romanova da Rússia Imperial, e como eles foram assassinados em uma guerra civil após a Revolução Bolchevique. Ela revela que o a filha mais nova, Anastásia Romanov (Emilia Ares) era uma bruxa, mas seus poderes não eram bons o suficiente para salvá-la das balas.
Mallory concorda em viajar no tempo, na esperança de ajudar Anastásia, e mesmo que ela consiga viajar através do tempo, ela não consegue salvá-la. Myrtle tranquiliza Cordelia que a tentativa de Mallory conseguido muito mais do que qualquer bruxa antes. Cordelia contempla invocando A Tomada Sagrada, significando que ela teria que morrer para deixar Mallory subir como Suprema e completar o feitiço. Myrtle faz ela desistir. As bruxas viajam à Califórnia para procurar ajuda de Behold (Billy Porter) e John Henry (Cheyenne Jackson), apenas para encontrá-los e seus alunos assassinados e seus corpos montados na forma de um pentagrama, provavelmente feito por Langdon e Mead.
Langdon se encontra com a Cooperativa, informando-os sobre o seu plano para acabar com o mundo através de aniquilação nuclear. Ele revela o plano para os postos avançados, e os encoraja a ser leal a seu pai, e ajudá-lo em seu plano.

## Recepção
"Fire and Reign" foi assistido por 1,65 milhão de pessoas durante sua transmissão original, e ganhou uma participação de 0,8 em adultos entre 18 e 49 anos.